# 大阪市立愛日小学校

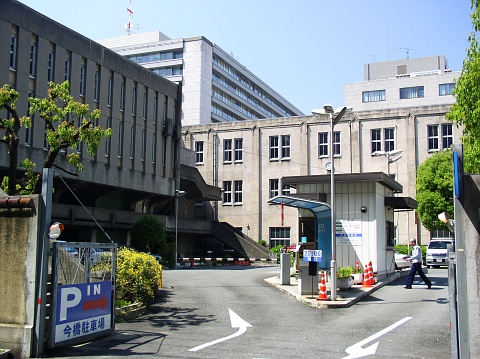
解体前の校舎 (2003年5月)

大阪市立愛日小学校（おおさかしりつ あいじつしょうがっこう）は、かつて大阪市中央区（旧東区）北浜四丁目に存在した公立小学校。

## 概要
御堂筋に面しビジネス街の真ん中にあった。しかし都心部の夜間人口減少により1990年（平成2年）4月に大阪市立集英小学校と統合され大阪市立開平小学校となったため1990年3月をもって閉校となった。
1929年に竣工した校舎は、建築家・横浜勉が設計を担当した。閉校後しばらくは旧校舎に大阪市の関連施設が、校庭は市営今橋駐車場が入居していたが、旧校舎は2005年（平成17年）に解体された。跡地には、「淀屋橋地区第一種市街地再開発事業」として2008年（平成20年）3月に事務所及び商業施設（淀屋橋odona）の多目的高層ビル（三井住友海上大阪淀屋橋ビル、淀屋橋三井ビルディング）が建設された。
校名は古典文献の一節に由来しているといわれるが、どの文献から採用したのかという正確な出典については複数説が提示されているためはっきりしていない。校名を決定する際、当時の東区は地名から校名を付けるのが望ましいと指導したが、学校関係者は地域に愛珠幼稚園があることなどを理由として、「愛」の字をとった「愛日」の校名を強く主張して認められたという話が伝えられている。
また学校の閉校記念誌によると、明治時代初期に社会教育や社会見学を初めておこなった学校と記されている。

## 沿革
山片蟠桃の屋敷跡が学校敷地である。1872年8月、「升屋」八代当主山片重明は小学校設立のため、大阪北浜にある自らの邸宅を、土地、家屋、建具ごと学校に寄贈した。この中に、山片家旧蔵の書籍類があり、山片重賢・重芳らの収集した書籍、山片蟠桃の学問上の研究書、山片重賢・重芳らの収集した書籍、山片蟠桃の学問上の研究書、蟠桃が仙台藩主や白川藩主松平定信から拝領した貴重書の数々も小学校に寄贈された。
昭和時代に入り、1940年代前半の大阪市は中等学校の入試難を緩和するための方策として中等学校の増設を図った。この際、既存の小学校（国民学校）を近隣校へ統廃合して、空いた校舎を転用することで中等学校を新設する方法をとった。その一環として、1942年に船場国民学校校舎を転用して大阪市立船場高等女学校（戦後大阪市立東高等学校に統合されて廃校）を設置した。これにより、船場国民学校は愛日国民学校に統合された。また太平洋戦争終戦直後には、戦災被災により久宝小学校を統合している。
1970年代頃から児童数の減少傾向が目立つようになり、同様に児童数減少が目立っていた大阪市立集英小学校との統合の話が持ち上がった。大阪市教育委員会や両校の学校・地域関係者らが折衝を進め、1989年9月に大阪市教育委員会から2校の統合が正式発表された。統合で開平小学校が設置されたことに伴い、愛日小学校は1990年3月に閉校となった。

### 年表
- 1872年8月1日 - 東大組第十三区小学校として創立。
- 1872年9月12日 - 大阪府の巡講師が学校を訪問し、地域住民向けの講話を行う（学校記念誌では社会教育の始まりとされている)。
- 1872年10月17日 - ロシア皇子来阪。宿舎の北御堂が西洋人宿舎として一般公開されたことに伴い、学校として見学をおこなう（学校記念誌では社会見学の始まりとされている）。
- 1879年2月 - 東区公立北浜小学校と改称。
- 1886年7月 - 東区道修小学校と合併。東区愛日小学校と改称。
- 1889年10月 - 大阪市の市制施行により、大阪市愛日尋常小学校と改称。
- 1923年4月 - 高等科を併設。大阪市愛日尋常高等小学校と改称。
- 1928年4月 - 高等科を廃止。大阪市愛日尋常小学校と改称。
- 1928年5月24日 - 木造校舎を取り壊す。解体された校舎は黒山高等実践女学校（のちの大阪府立登美丘高等学校）へ移築。
- 1941年4月1日 - 国民学校令により、大阪市愛日国民学校と改称。
- 1942年4月1日 - 大阪市船場国民学校を合併。
- 1944年8月31日 - 滋賀県蒲生郡朝日野村・桜川村（いずれも現在の東近江市）へ集団疎開。
- 1945年3月14日 - 大阪大空襲により、この日に予定されていた卒業式は中止。
- 1945年4月1日 - 学校での授業を停止。
- 1945年9月1日 - 学校での授業を再開。
- 1946年4月1日 - 戦災に伴い、大阪市久宝国民学校を合併。
- 1947年4月1日 - 学制改革により、大阪市立愛日小学校と改称。
- 1947年6月5日 - 昭和天皇が府内に行幸（昭和天皇の戦後巡幸）。校長が召し出されて「義務教育について」の奏上を行う[2]。
- 1958年2月5日 - インドネシア大統領スカルノが当校を視察。
- 1959年 - 講堂の建て替え。解体された旧講堂は大阪市立茨田中学校へ移築。
- 1976年12月 - 「当校敷地が大阪市役所第二庁舎の候補地となった」と一部新聞が報道（数日後誤報と判明）。
- 1980年4月15日 - 大阪市教育委員会から算数科の研究校に指定される（1981年度までの2年間）。
- 1989年9月28日 - 大阪市教育委員会、愛日・集英2小学校の統合を正式発表。
- 1990年3月24日 - 閉校式を実施。
- 1990年3月31日 - 閉校。

- 2005年 - 校舎解体
- 2008年3月 - 跡地に建設された再開発ビルが竣工（淀屋橋odona, 三井住友海上大阪淀屋橋ビル, 淀屋橋三井ビルディング）

## 著名な出身者
- 岡田彰布 - プロ野球監督・元選手
- 角野卓造 - 俳優
- 辻元清美 - 衆議院議員
- 原静枝 - 女優（愛日尋常高等小学校）
- 本田博 - 機械工学者・科学技術者・エコノミスト
- 八木秀次 - 電気工学者（愛日尋常高等小学校）

## 外部サイト
- 大阪市立愛日小学校同窓会